# Claudio Lisias
 Claudio Lisias  fue un militar romano mencionado en los Hechos de los Apóstoles del Nuevo Testamento.

## Carrera militar
Fue tribuno militar y quiliarca de la guarnición romana en Jerusalén. Rescató al apóstol Pablo de una turba en Jerusalén, pero ordenó que se lo interrogara bajo el látigo. Pablo se salvó de esta tortura cuando demostró que era ciudadano romano. Lisias envió a Pablo al gobernador Marco Antonio Félix.